# Amphoe Phrom Phiram
Amphoe Phrom Phiram (thailändisch อำเภอ พรหมพิราม) ist ein Landkreis (Amphoe – Verwaltungs-Distrikt) im Westen der Provinz Phitsanulok. Die Provinz Phitsanulok liegt in der Nordregion von Thailand.

## Geographie
Amphoe Phrom Phiram liegt im Westen der Provinz Phitsanulok innerhalb des Beckens des Mae Nam Nan, der dem Mae Nam Chao Phraya zufließt. Hier fließt auch der Mae Nam Khwae Noi (Kleiner Khwae-Fluss) in den Nan.
Benachbarte Amphoe sind vom Osten im Uhrzeigersinn aus gesehen: die Amphoe Wat Bot, Mueang Phitsanulok und Bang Rakam in der Provinz Phitsanulok, die Amphoe Kong Krailat, Mueang Sukhothai, Si Samrong und Sawankhalok der Provinz Sukhothai sowie Phichai in der Provinz Uttaradit.

## Geschichte
1972 erforschten Archäologen die Altstadt von Phrom Phiram und fanden dabei die alte Stadtmauer, Fundamente von Chedis und Seladon-Keramiken aus Sukhothai. Dies alles wies darauf hin, dass hier ein alter Verbindungsweg von Sukhothai nach Bang Yang im Osten bestanden hatte.
König Borommatrailokanat ging hier mit seinen Truppen nach Phichai, um den Krieg gegen König Tilokarat von Lan Na zu führen.
Amphoe Phrom Phiram wurde 1895 gebildet. Um 1950 verlegte man den Sitz der Bezirksverwaltung auf das rechte Ufer des Mae Nam Nan (Nan-Fluss) bei Ban Yan Khat. Nachdem die Nordlinie der thailändischen Eisenbahn gebaut worden war, kam die Bezirksverwaltung nach Ban Krap Phuang (jetzt Ban Phrom Phiram), etwa 500 Meter von der Station Phrom Phiram entfernt. Das heutige Gebäude stammt aus dem Jahr 1976.

## Wirtschaft

### Staudämme
- Naresuan-Staudamm

## Verwaltung

### Provinzverwaltung
Amphoe Phrom Phiram besteht aus 12 Unterbezirken (Tambon), die weiter in 119 Dörfer (Muban) gegliedert sind.
| Nr. | Name            | Thai      | Muban | Einw.  |
| --- | --------------- | --------- | ----- | ------ |
| 01. | Phrom Phiram    | พรหมพิราม  | 15    | 14.577 |
| 02. | Tha Chang       | ท่าช้าง     | 13    | 09.290 |
| 03. | Wong Khong      | วงฆ้อง     | 11    | 10.354 |
| 04. | Mathum          | มะตูม      | 06    | 04.005 |
| 05. | Ho Khlong       | หอกลอง    | 07    | 04.743 |
| 06. | Sri Phirom      | ศรีภิรมย์    | 12    | 07.693 |
| 07. | Taluk Thiam     | ตลุกเทียม   | 08    | 04.628 |
| 08. | Wang Won        | วังวน      | 10    | 03.684 |
| 09. | Nong Khaem      | หนองแขม   | 10    | 05.679 |
| 10. | Mathong         | มะต้อง     | 11    | 08.992 |
| 11. | Thap Yai Chiang | ทับยายเชียง | 06    | 05.523 |
| 12. | Dong Prakham    | ดงประคำ   | 10    | 08.571 |

### Lokalverwaltung
Es gibt zwei Kleinstädte (Thesaban Tambon) im Bezirk:
- Phrom Phiram (Thai: เทศบาลตำบลพรหมพิราม) besteht aus Teilen des Tambon Phrom Phiram,
- Wong Khong (เทศบาลตำบลวงฆ้อง) besteht aus Teilen der Tambon Wong Khong and Matong.

Außerdem gibt es zwölf „Tambon Administrative Organizations“ (TAO, องค์การบริหารส่วนตำบล – Verwaltungs-Organisationen) für die Tambon im Landkreis, die zu keiner Stadt gehören.